# Világokon át – Barangolás a metafizika birodalmában
A Világokon át (alcíme: Barangolás a metafizika birodalmában) tizenkét részből álló ismeretterjesztő műsor, amely filozofikus hangvételben tolmácsolja a spirituális létszemlélet alapfogalmait. A sorozat szerkesztő-rendezője Lőrincz Gabriella.

## A műsor története[1]

### A televízióban
A sorozatot az M2 tévécsatornán mutatták be először 1999-ben. A csatorna Közművelődési Főszerkesztősége (akkori vezetője Péterffy András volt) kezdetben három rész elkészítésére adott lehetőséget. E három rész bemutatása tavasszal történt. A folytatást ugyanezen év őszére tervezték, de a megvalósulást megakadályozta a televíziótársaság vezetésében bekövetkező személyi változás. A tervezett folytatásból csak egy újabb epizódot sikerült elkészíteni és bemutatni az év végén.
A következő részek (5-6-7) bemutatására 2004-ben sikerült sort keríteni, mégpedig Sugár Ágnes kooprodukciós igazgató segítségével.
2005-ben újabb 5 rész megalkotására érkezett felkérés a filmsorozat készítőihez, akik ezúttal a kulturális-tárcától és az Nemzeti Kulturális Alaptól is segítséget kaptak. Egy évvel később - hetente jelentkezve - vetítették első ízben mind a 12 részt. Az M2 az úgynevezett „Filmidő” sávban vetítette a műsort.

### Könyv[2]és DVD formátum[3]
A műsor könyvváltozata a Pilis Print Könyvkiadó gondozásában jelent meg 2007-ben. A könyvkiadás ötlete Zelei Páltól származott. A papírformátum címe a műsoréval megegyezik, és kibővített terjedelemben tartalmazza a sorozat részeinek szövegváltozatát. A kötet tartalmazza a közreműködők fényképes biográfiáit is.
Szintén 2007-ben jelent meg a DVD-változat is, amelyet az MTV, a Mokép és az INDICATOR ZRT. közösen adott ki. A három lemezen egyenként négy-négy rész található, valamint minden lemezen Extra is.

### Mozis vetítések[6]
2006–2007-től más területen is megjelent a sorozat. Mégpedig előadásokkal egybekötött vetítéssorozat lévén, amelyek nagyobb városok (Szolnok, Szentendre, Sopron, Pécs, Budapest) art-mozijaiban és művelődési központjaiban kerültek műsorra. Budapesten például a Tabán moziban is.

## Az epizódok[7]

### Első sorozat

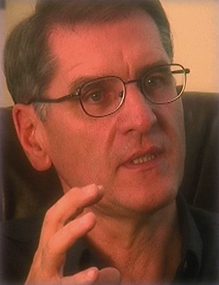
Dúl Antal

- 1.: Az anyag: káprázat, vagy valóság?  – A metafizikai barangolás elején az kerül tisztázásra, hogy mi a dolgunk valójában az anyaggal? Naponta küzdünk vele és érte. Állandó és mégis mulandó. Evidencia és mégis talány. Filozófiák épültek rá, és filozófiák vonták kétségbe. Mit mondanak róla az ősi tanítások, és mit a kvantumfizika? Mi a köze az aurához, a homeopátiához és az ideához?

Közreműködők: Prof. Dr. László Ervin, Héjjas István, Dúl Antal, Dr. Gelléri Júlia, Paulinyi Tamás és Szepes Mária
- 2.: Polaritás: a kétarcú valóság –  Van és nincs, öröm és bánat, vonzás és taszítás…A kettősségek világában élünk, ahol mindennek van ellenpólusa. Hordoz-e számunkra mélyebb értelmet, üzenetet az, hogy így épült fel a világ? Következik-e ebből bármilyen konklúzió, akár saját magatartásunkra nézve?

Közreműködők: Jankovics Marcell, Prof. Dr. Tóth Tibor, Daubner Béla, Szepes Mária és Dúl Antal
- 3.: Őselemek, őstörvények: a mindenség pillérei – Gondoltunk-e már arra, hogy a négy őselem testünknek is alkotója, sőt pszichénk állapota is leírható vele? Vagy, hogy az „anyag-energia-információ” elvontnak tűnő hármassága a „test-lélek-szellem” egységére rímel? Szó lesz ezen kívül az akupunktúra ősi gyógymódjáról, s az ősrobbanás-elmélet hiányosságairól is.

Közreműködők: Mireisz László, Dr. Simoncsics Péter, Héjjas István, Dúl Antal, Prof. Dr. Tóth Tibor
- 4.: Tér, idő, tudat: dimenziók hálója – Tér és idő koordinátái között élünk. E keretben stabilnak érzékeljük a világot, s tiltakoznánk, ha valaki tagadná létezésüket. Holott előbb a vallás, utóbb pedig már a fizika is a kételkedők sorába lépett. Kiderült: ezek valódi lelőhelye nem más, mint saját tudatunk.

Közreműködők:Hankiss Elemér, Dúl Antal, Makovecz Imre, Paulinyi Tamás, Müller Péter

### Második sorozat

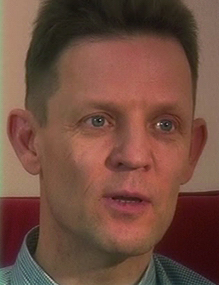
Grandpierre Attila

- 5.: Az élet lehelete: céllal, céltalanul? – Áll-e valamilyen szellemi erő, vagy rendező elv az általunk ismert világ hátterében, vagy vakvéletlenek önkénye vetett minket abba az állapotba, amit életnek nevezünk? Tartható-e még mindig a materialisztikus szemlélet kizárólagossága az eredet kérdésében? Miben ragadható meg életünk lényege és célja? Miért fontos tudni mi az a „pszi-mező”?

Közreműködők: Prof. Dr. Tóth Tibor, Grandpierre Attila, Dúl Antal, Paulinyi Tamás és Mireisz László
- 6.: Az érző élet – A megszületéssel az élővilág minden egyes képviselője a túlélés parancsának kényszerítő erejét is magára veszi, s ezzel belép a „létforgatagba”, ami a szükségletek kielégítése utáni hajszát jelenti. Vajon miért van ez így? S e küzdelemben hogyan bánunk magunkkal és másokkal – legyen az növény, állat, ember, - tiszteljük-e bennünk az egyszeriség, az elevenség csodáját, vagy pusztán törekvéseink eszközeként tekintünk rájuk?

Közreműködők: Dúl Antal, Tasi István, Hankiss Elemér, Müller Péter
- 7.: A tudatos élet – Itt a Földön egyedül az ember az, akire a magasabb tudatosság, - mint lehetőség - bízva van. Csupán mi, emberek vehetjük észre, hogy a létezésnek távlatai és fokozatai vannak, s hogy tekintetünket magasabb horizontokra is emelhetjük. Tudatosságunk egyben a szabadságunk is. Kérdés, élünk-e vele? Azzá válunk-e, akik lehetnénk?…

Közreműködők: Müller Péter, Sári László, Mireisz László, Bakos Attila, Dúl Antal teológus

### Harmadik sorozat
- 8.: Vágyaink világa: kísértések örvényében – Minden, amit az ember létrehoz, vágyaiban gyökerezik. Hajtóereje táplálja akaraterőnket, teremti meg cselekedeteinket, legyen az építés, vagy rombolás. Tudjuk-e uralni vágyainkat, fékezni szenvedélyeinket? Milyen tanulságot őriz a mítoszok világa az olyan ősi vágyakról, mint a tudásvágy, vagy a halhatatlanság  sóvárgása? Miként változnak át vágyaink életidőnk során?

Közreműködők: Bagdy Emőke, Tarr Bence, Domján László és Dúl Antal

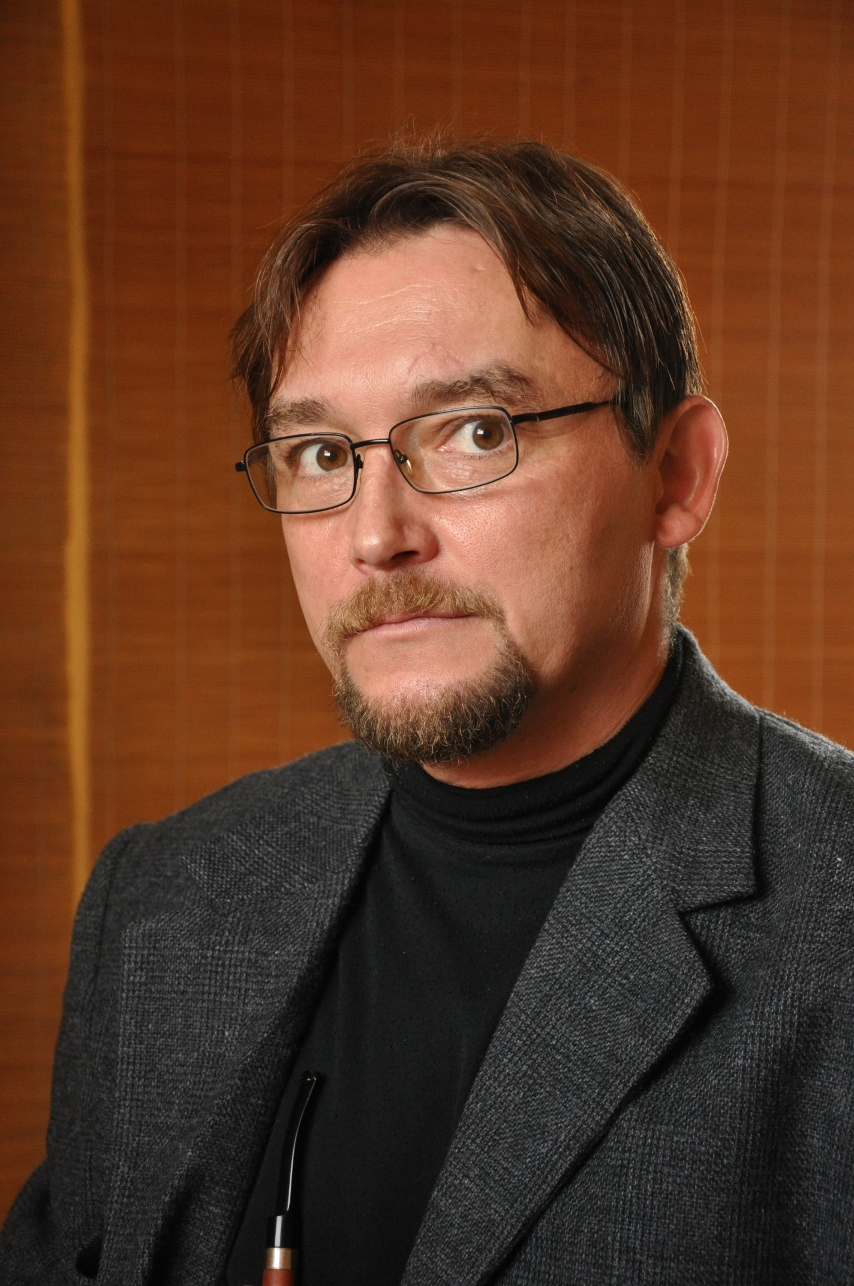
Paulinyi Tamás

- 9.:Elménk birodalma: tudat, módosult tudat – Az ember azon privilégiumával foglalkozik, amelyet a benne egyedüliként felszikrázó értelem biztosít számára. Honnan származnak gondolataink? Van-e közük a kozmosz elektromágneses jeleihez? Mi a tudati háttérhorizont? Hányféle tudatállapot érhető el és mi célból? Hogyan segít gyógyulni a jóga?

Közreműködők:Lednyiczky Gábor, Váradi Tibor, Daubner Béla, Paulinyi Tamás és Dúl Antal
- 10.: Művészetek üzenete: az ihlettől a manifesztációig – Mit jelentett a  művészetek aranykora a szellemi ember és a szakralitás jegyében? Milyen következményekkel jár a szakítás a szépséggel? Igazságkereső művészet, avagy a művészi csúnya. Honnan jön az ihlet? Visszahozható-e még a katarzislélekgyógyító hatása a mai művészetbe? Az Élet művészete.

Közreműködők: Müller Péter, Dúl Antal, Pap Gábor és Vásáry Tamás
- 11.: Sorsunk kódjai: szabadság, vagy determináció? – Naponta szembesülünk azzal: mit lehet és mit nem? Meghatározottságaink a gravitációtól az évszakokon át a társadalmi elvárásokig korlátokat állítanak számunkra. Még saját benső „tiltórendszerünk” is szűkíti mozgásterünket. Létezik-e önrendelkezés, szabadság egyáltalán, s ha igen, miben találhatjuk meg? Mit jelent a „karma” fogalma: büntetés vagy esély?

Közreműködők: Czeizel Endre, Hankiss Elemér, Popper Péter, Rácz Géza és Dúl Antal
- 12.: Az Ég akarata: asztrológia, Ji king, Tarot – A sorozat utolsó részében a három ősi, autentikus önismereti rendszer kap szót. Önmagában is elgondolkodtató, hogy komplett, csorbítatlan formájukban fennmaradtak; így koherens jelrendszerként ma is szolgálhatják a hozzáfordulókat. Kultúrtörténeti értékként is, de főleg életünk aktív, segítő társaiként – rászolgálnak az előítélettől mentes látásmódra.

Közreműködők: Tarr Bence, Mireisz László, Müller Péter és Kazanlár Emil

## Alkotók[20]
„...Nekem öröm, hogy rátaláltam egy útra, s úgy éreztem, ezekről
a dolgokról tudósítanom kell azokat, akik éppen ott tartanak, hogy gondolati kapaszkodókra van szükségük. Hátha azoknak a tudása, akiket megszólaltatok, emelni képes másokat.”

– Lőrincz Gabriella (Zalka Katalin interjúja Lőrincz  Gabriellával a Képmás című családi lapban)

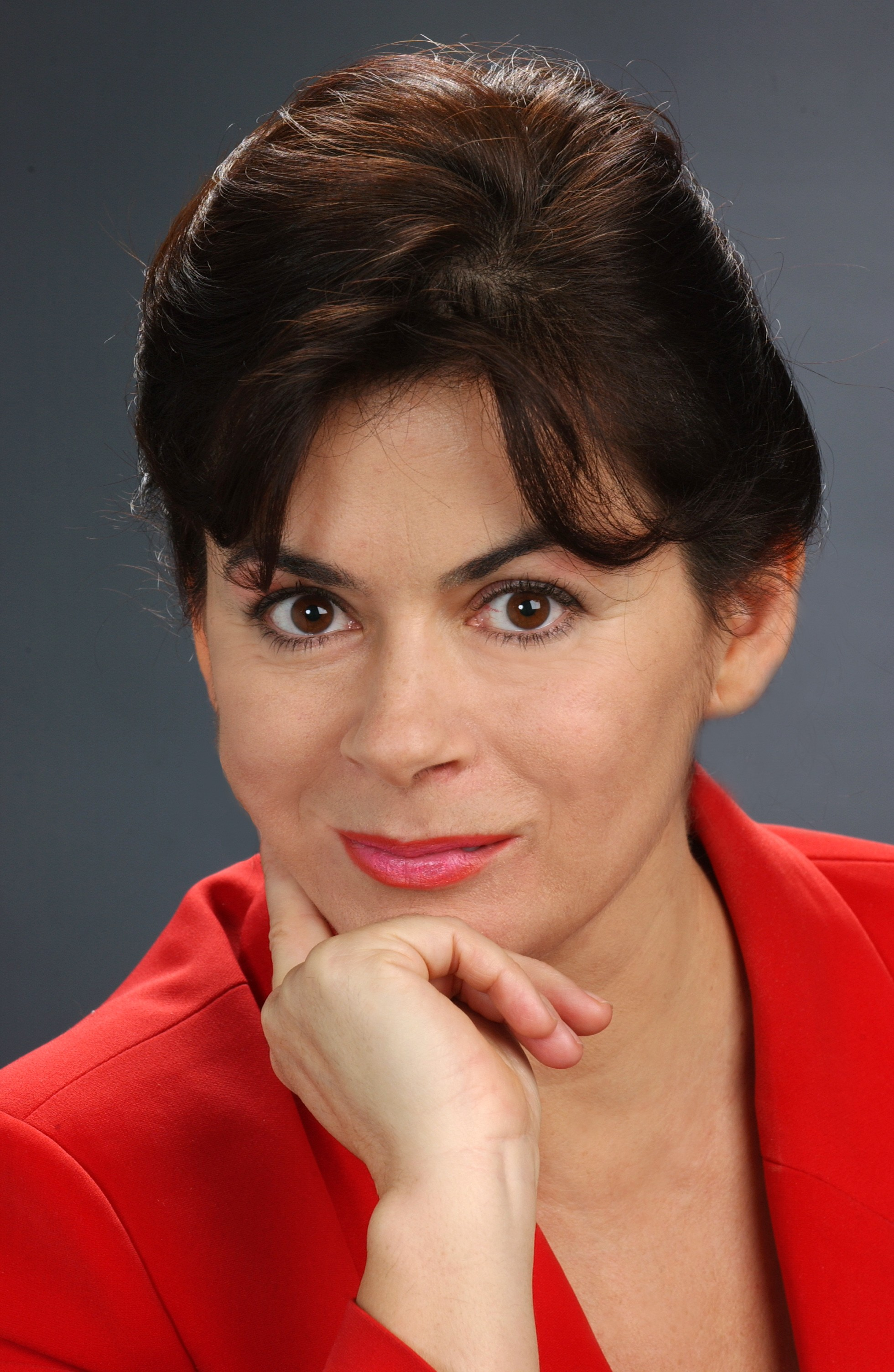
Lőrincz Gabriella

A műsorsorozat ötlete Lőrincz Gabriellától származik. A koncepció gazdájaként nem csak a narrátori szövegek elkészítését, de a legtöbb esetben a riporteri munkát, továbbá az interjúk megszerkesztését, a képi illusztrációk kiválasztását, a zenei szerkesztést, a műsorvezetést, és a rendezést is ő végezte.
A közreműködések mellett konzultánsként is részt vettek: Dúl Antal teológus, Hamvas Béla jogutódja és kiadója, valamint Paulinyi Tamás, a Szintézis Szabadegyetem igazgatója, para-kutató, író.
Assay H. Péter a képi világra vonatkozóan tett észrevételeket és javaslatokat, továbbá a gyártási feladatokban segédkezett.
Kiss Sándor operatőr és Molnár Péter vágó készítették a felvételeket, valamint a vágást.
A műsor narrátori feladataira két színművészt kértek fel: a Prima Primissima díjjal kitüntetett Jordán Tamást (aki 2007-óta tagja a Halhatatlanok Társulatának), valamint a Kossuth-díjas és a Nemzet Színészének megválasztott Tordy Gézát.

## Kritikák[21]
- Lőcsei Gabriella: Newton és a nők című írása 2000-ben a Magyar Nemzetben jelent meg. Többek között ezt írja a műsorról: „...hogy az egyik legjobb ismeretelméleti, filozófiai tévéműsort a „Világokon át”című sorozatot, amelynek utóbbi része a térrel, az idővel, a tudattal, a dimenziók hálójával foglalkozott, Lőrincz Gabriella szerkeszti (és műsorvezeti) kitűnően. [...] Nem tudom kihez jut el az MTV2-n sugárzott adás,...de azt tudom, hogy mindvalahány magyar nyelvű tévéadó egyetlen nézhető, sőt szemet gyönyörködtető, agyat mozgató, azaz további gondolkodásra késztető szellemi kalandja ez a sorozat, olyan munka, amely reménykedéssel töltheti el az embert, érdemes hinni a televíziózás embert építő, tudatunkat csiszoló nemes szerepében."”
- Az RTV Részletes 2004 júniusi számában Címlapon rovatba került Lőrincz Gabriella. Az írás Mándli Zsuzsa tollából származik. A műsorral és annak alkotójával kapcsolatban így ír: „Lőrincz Gabriella nem kisebb dologra vállalkozott, mint hogy a Világokon át sorozatában elismert tudósokat, kutatókat megszólaltatva arra keresse a választ, milyen rendező elvek tartják mozgásban világunkat.”